# 유태웅
유태웅(兪泰雄, 1972년 6월 5일~)은 대한민국의 배우이고, 예술 분야 대학의 연극학 교수이기도 하다.
그의 대표작으로는 TV 드라마 《짝》, 《야인시대》, 《불멸의 이순신》 등이 있다.

## 학력
- 경기고등학교 졸업(1991년 - 1988년 입학.)
- 중앙대학교 예술대학 연극학과 학사(1996년 - 91학번 출신·1년 휴학.)
- 중앙대학교 대학원 연극학과 예술학[2] 석사(2001년 - 1999년 입학·6개월 휴학.)

## 생애
서독 연방공화국의 슐레스비히홀슈타인주의 킬(1990년 10월 3일 통독 및 재통일 정국 이후 지금의 독일의 슐레스비히홀슈타인주의 킬)에서 당시 서독 한인 유학생 아버지 유도진 교수와, 파독 한인 간호원 출신 어머니 이경란 여사 둘 사이에서 2남 가운데 막내로 출생하여, 아직 독일의 통독 정국이 도래하기도 12년 이전이었던, 1978년 3월 13일(月) 당시 7세 때에 대한민국으로 귀국한 이후 대한민국의 수도 서울에서 성장한 그는 이후 서울경기고등학교(졸업)를 거쳐, 중앙대학교 제2캠퍼스(안성)의 예술대학 연극학과에서는 학사 학위를 취득하였고, 이후 중앙대학교 대학원 연극학과에서 예술학 석사 학위를 받았다.
1991년 연극배우로 첫 데뷔한 그는 2년 후 1993년 SBS 서울방송 시트콤 《오박사네 사람들》에 단역 출연하여 TV 브라운관 첫 데뷔를 하였고 이듬해 1994년 MBC 문화방송 23기 공채 탤런트로 정식 데뷔하였다.
신장은 186cm이고 체중은 78kg인 그는 운동과 골프와 스키와 수영과 검도에 취미가 있으며, 카레이싱도 수준급이고 아마추어 복싱 분야에서는 헤비급 신인왕을 차지하기도 하였다. 그는 연기자 김성민(본명 김성택)과는 서울 경기고 동창 사이이고, 연기자 김태우와 연기자 박호산(본명 박정환)과는 모두 서로 중앙대 예술대학 연극학과 입학 동기 동창이 되며, 연기자 김석훈과 연기자 김상경한테는 각각 모두 중앙대 예술대학 연극학과 1년 선배가 된다.

## 경력
- 동아방송예술대학교 방송연기학과 겸임교수(2008년 2월 ~ 2008년 8월)
- 서일대학교 연극영화학과 겸임교수(2008년 8월 ~ 2009년 2월)

## 드라마 출연작

### MBC
- 1994년 MBC 아침드라마 《천국의 나그네》
- 1994년 MBC 수목드라마 《아들의 여자》
- 1994년 MBC 일요드라마 《짝》 - 동재 역
- 1994년 MBC 일요드라마 《종합병원》 ... 컨닝하다 강대종에게 걸린 의대생 / 성형외과 레지던트 2년차 강만수 역
- 1995년 MBC 월화드라마 《TV시티》
- 1998년 MBC 금요드라마 《베스트극장 - 성난 눈으로 돌아보라》
- 1999년 MBC 아침드라마 《아름다운 선택》
- 2001년 MBC 월화드라마 《연인들》
- 2001년 MBC 주말드라마 《여우와 솜사탕》
- 2002년 MBC 수목드라마 《그 햇살이 나에게》
- 2002년 MBC 아침드라마 《황금마차》 ... 박태호 역
- 2004년 MBC 아침드라마 《빙점》 ... 조도연 역
- 2010년 MBC 월화드라마 《역전의 여왕》 ... 구용철 역
- 2013년 MBC 일일드라마 《구암 허준》 ... 김공량 역

### SBS
- 1993년 SBS 주말시트콤 《오박사네 사람들》
- 1996년 SBS 주말드라마 《부자유친》
- 1997년 SBS 수목드라마 《화이트 크리스마스》
- 1998년 SBS 수목드라마 《홍길동》 ... 임성중의 충복 역
- 1999년 SBS 월화드라마 《맛을 보여드립니다》 ... 진남 역
- 2000년 SBS 수목드라마 《경찰특공대》
- 2000년 SBS 일일드라마 《자꾸만 보고싶네》 ... 이현우 역
- 2002년 SBS 월화드라마 《야인시대》 ... 유지광 역
- 2006년 SBS 대하사극 《연개소문》 ... 설인귀 역
- 2007년 SBS 아침드라마 《미워도 좋아》 ... 황준혁 역
- 2008년 SBS 주말드라마 《유리의 성》 ... 이형석 역
- 2010년 SBS 월화드라마 《제중원》 ... 김옥균 역
- 2010년 SBS 월화드라마 《오! 마이 레이디》 ... 김병학 역
- 2010년 SBS 월화드라마 《아테나: 전쟁의 여신》 ... 박경호 역
- 2015년 SBS 단막극 《인생추적자 이재구》
- 2019년 SBS 금토드라마 《배가본드》 ... 황필용 역 (특별출연)

### tvN
- 2012년 tvN 수목드라마 《제3병원》 ... 박 치프 역
- 2021년 tvN 토일드라마 《빈센조》 ... 김석우 역
- 2022년 tvN 월화드라마 《군검사 도베르만》 ... 차호철 역

### KBS
- 1998년 KBS2 월화드라마 《진달래꽃 필 때까지》
- 1998년 KBS2 월화드라마 《맨발의 청춘》
- 1998년 KBS2 화요드라마 《전설의 고향 - 살생부》
- 1999년 KBS2 일요드라마 《일요베스트 - 아파트에 비상 걸렸다》
- 1999년 KBS2 일요드라마 《일요베스트 - 버그》
- 2000년 KBS2 주말드라마 《사랑의 유람선》
- 2001년 KBS2 아침드라마 《동서는 좋겠네》 ... 윤동수 역
- 2004년 KBS1 대하드라마 《불멸의 이순신》 ... 이영남 역
- 2006년 KBS2 아침드라마 《그 여자의 선택》 ... 나영규 역
- 2007년 KBS2 일요드라마 《심청의 귀환》 ... 황봉사 역
- 2007년 KBS2 단막극 《드라마시티 - 네 고객의 여자를 탐하지 마라》 ... 규원 역
- 2007년 KBS2 단막극 《드라마시티 - 기억상실증에 걸린 저승사자》 ... 웨딩 매니저 역
- 2007년 KBS2 월화드라마 《아이 엠 샘》 ... 고동술 역
- 2008년 KBS2 월화드라마 《살아가는 동안 후회할 줄 알면서 저지르는 일들》 ... 김영호 역
- 2009년 KBS2 월화드라마 《결혼 못하는 남자》 ... 문석환 역
- 2010년 EBS 월화드라마 《마주보며 웃어》 ... 창권 역
- 2010년 KBS 주말드라마 《전우》 ... 신흥 제3수용소 경비대장 대위 역
- 2011년 KBS2 월화드라마 《동안미녀》 ... 김준수 역
- 2013년 KBS2 TV소설 《삼생이》 ... 사기진 역
- 2014년 KBS2 수목드라마 《감격시대: 투신의 탄생》 ... 신마적 역
- 2019년 KBS2 일일드라마 《태양의 계절》 ... 박재용 역
- 2021년 KBS1 일일연속극 《속아도 꿈결》 ... 임석 역
- 2021년 KBS2 월화드라마 《경찰수업》 ... 한정식 역
- 2021년 KBS2 일일드라마 《사랑의 꽈배기》 ... 조동만 역
- 2024년 KBS2 일일드라마 《피도 눈물도 없이》 ... 이민태 역 (특별출연)

### 텔레비전 프로그램
- 2014년 SBS 《오! 마이 베이비》
- 2014년 KBS2 《위기탈출 넘버원》
- 2021년 KBS2 《TV는 사랑을 싣고》

### 영화
- 2000년 《이프》 ... 신선우 역
- 2003년 《튜브》 ... 장 형사 친구 역 (우정출연)
- 2005년 《B형 남자친구》 ... 경준 역
- 2006년 《공필두》 ... 강 수사관 역
- 2010년 《꿈은 이루어진다》 ... 수색중대장 육군 대위 역
- 2011년 《사물의 비밀》 ... 기자 역 (우정출연)
- 2013년 《배꼽》
- 2013년 《야관문: 욕망의 꽃》 ... 오 기자 역
- 2014년 《백프로》 ... 강프로 역
- 2017년 《마차 타고 고래고래》 ... 모터사이클남 역 (우정출연)

### 연극
- 1997년 《햄릿》 ... 햄릿 왕자 역(주인공)
- 2021년 《디어 런드리》 ... 정우 역

### 뮤지컬
- 2000년 《아가씨와 건달들》

### 라디오 프로그램
- 2015년 《EBS 책 읽는 라디오 낭독 시리즈》(EBS FM)

## 수상
- 1997년 MBC 연기대상 신인상